# Sæberht

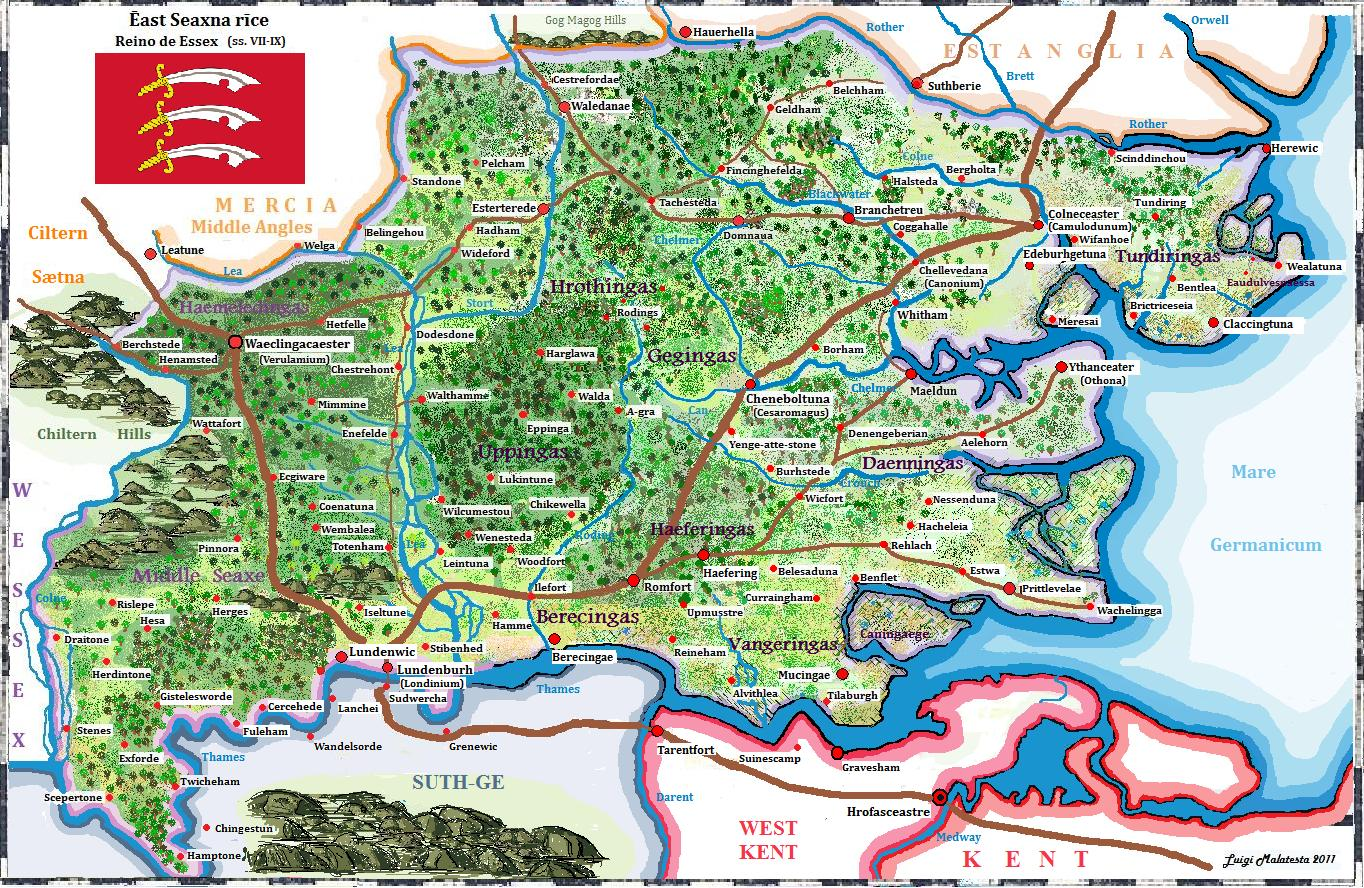
Essex in frühangelsächsischer Zeit

Sæberht (auch Saba, Saberct, Sæbryht, Sæbyrht oder Sigebyrht; † 616/617) war seit vor 604 bis zu seinem Tod König des angelsächsischen Königreichs Essex.

## Leben
Sæberhts Vater war Sledda und seine Mutter war Ricola, eine Schwester des Königs Æthelberht I. von Kent. Er wurde vor 604 von seinem Onkel Æthelberht I. als König von Essex eingesetzt und konvertierte als erster König von Essex zum Christentum. Æthelberht von Kent war um 604 sein Taufpate. Daraufhin wurde in London ein Bischofssitz für Essex eingerichtet, der mit Bischof Mellitus besetzt wurde. Sæberht hatte drei Söhne, Sexred, Saeward und einen Weiteren, dessen Name nicht überliefert wurde, die nach seinem Tod den christlichen Glauben aufgaben und gemeinschaftlich den Thron bestiegen.
Im Jahr 2003 wurde in Prittlewell (Ortsteil von Southend-on-Sea) eine reich ausgestattete fürstliche Grabkammer entdeckt, in der sich u. a. zwei kleine Kreuze aus Goldblech fanden. Erste Annahmen gingen von einer Entstehung im 7. Jahrhundert aus; der Tote in Kammer sollte entweder Sæberht oder Sigeberht II. sein. Genauere Untersuchungen datieren die Beisetzung jedoch in das späte 6. Jahrhundert, um 580. Der Tote könnte Sæberhts jüngerer, aber vor ihm verstorbener Bruder Seaxa sein.
Einer späteren Legende zufolge sollen Sæberht und seine Frau Æthelgoda auf Thorney Island („Dorneninsel“) bei London eine dem Heiligen Petrus geweihte Kirche errichtet haben, in der sie, so die Legende, beigesetzt wurden.